# Scharnosin

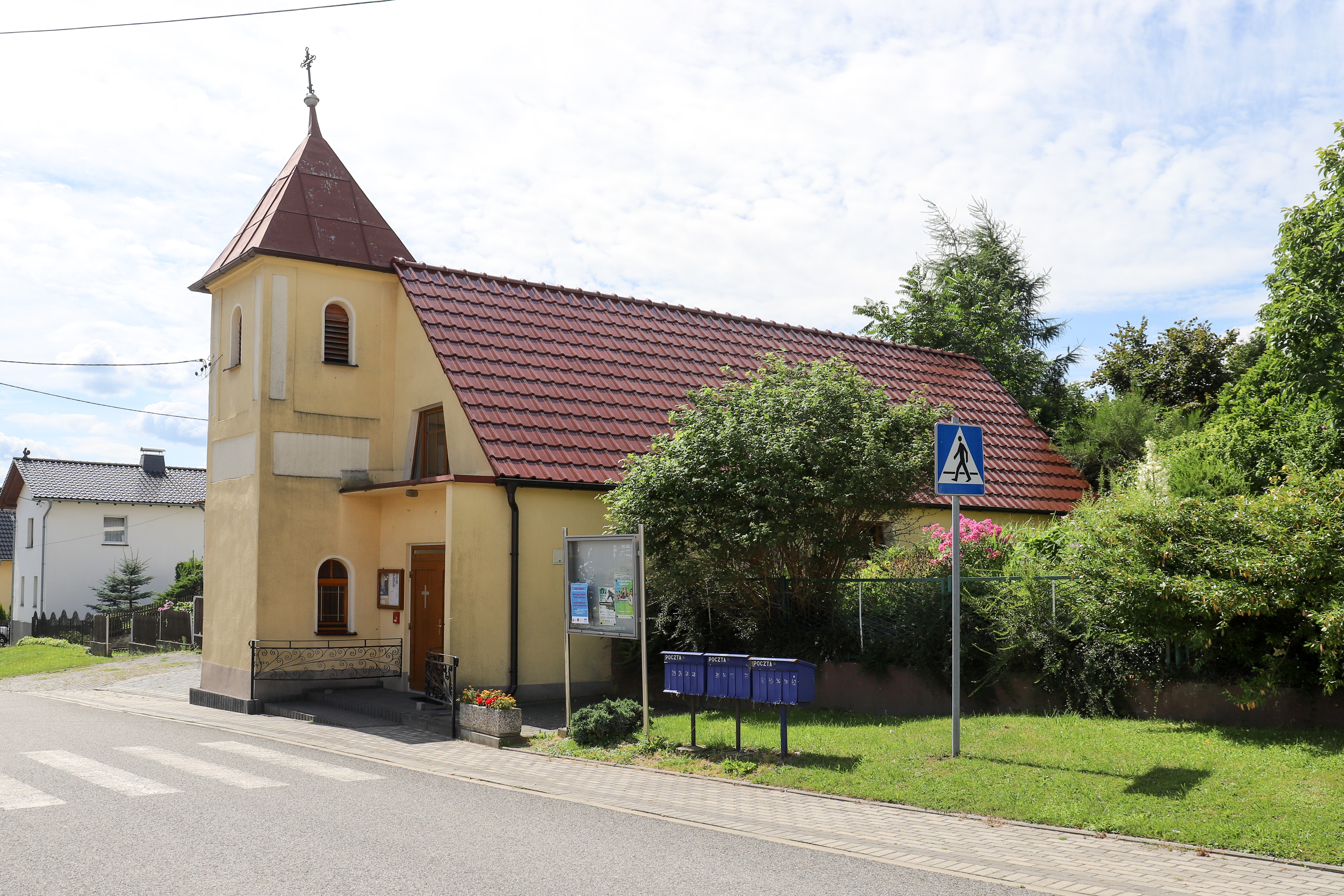
Kapelle in Scharnosin

Scharnosin (polnisch Czarnocin, schlesisch Czarnożyniy) ist ein Ort in der zweisprachigen Stadt- und Landgemeinde (Leśnica) im Powiat Strzelecki der Woiwodschaft Opole in Polen.

## Geographie
Das Straßendorf Scharnosin liegt neun Kilometer nordöstlich von Leschnitz, 10 Kilometer südwestlich von Strzelce Opolskie (Groß Strehlitz) und 43 Kilometer südöstlich von Opole an den Talhängen des Lenkauer Wassers (Łącka Woda) im Naturschutzgebiet Rezerwat przyrody Boże Oko. Die Umgebung des Dorfes wird auch als „Schlesische Schweiz“ bezeichnet.
Nachbarorte von Scharnosin sind im Norden Dollna (Dolna), im Süden Lichinia (Lichynia) und im Westen Poremba (Poręba).

## Geschichte
„Czarnozeme“ wurde 1485 erstmals urkundlich erwähnt. Kirchendokumente aus dem 17. Jahrhundert bezeichnen es als Czarnozenie bzw. Czanozenie. Scharnosin gehörte vormals zur Pfarrei Leschnitz.
Nach dem Ersten Schlesischen Krieg fiel Scharnosin 1742 mit dem größten Teil Schlesiens an Preußen. 1783 gehörte Scharnosin einem Grafen Colonna.
Nach der Neugliederung der Provinz Schlesien gehörte die Landgemeinde Scharnosin ab 1816 zum Landkreis Groß Strehlitz, mit dem sie bis 1945 verbunden blieb. 1845 bestanden in „Czarnosin“ ein Vorwerk, vier Wassermühlen, eine Brennerei, ein Kalksteinbruch, ein Wirtshaus und andere 39 Häuser. Die Einwohnerzahl lag damals bei 382, davon sechs evangelisch. 1861 zählte Scharnosin sieben Bauern-, 13 Gärtner-, sechs Häuslerstellen und 14 Einlieger. Eingepfarrt waren die Bewohner nach Salesche. Die katholische Schule wurde damals von 144 Schülern besucht. 1874 wurde der  Amtsbezirk Schloss Groß Strehlitz gebildet, dem die Landgemeinden Adamowitz, Brzezina, Carlsthal, Czarnosin, Dollna, Dziewkowitz, Gonschiorowitz, Grzeboschowitz, Himmelwitz, Laziska, Liebenhain, Mokrolohna, Neudorf, Ollschowa, Petersgrätz, Rosniontau, Schironowitz v. P., Schironowitz v. R., Stephanshain, Sucholohna, Waldhäuser und Wierschleiche sowie die Gutsbezirke Adamowitz Vorwerk, Annahof Vorwerk, Brzezina Vorwerk, Gollaschütz Vorwerk, Grzeboschowitz Vorwerk, Groß Strehlitz, Schloß, Groß Strehlitz, Stadtwald, Groß Vorwerk, Gruschek Vorwerk, Himmelwitz Vorwerk, Johannishof Vorwerk, Komornicken Vorwerk, Ksionslaß Vorwerk, Neudorf Vorwerk, Reilshof Vorwerk und Wernerau und die Kolonie Adamowitz eingegliedert wurden.
Bei der Volksabstimmung in Oberschlesien am 20. März 1921, die in der Gegend von bürgerkriegsähnlichen Zuständen begleitet wurde, stimmten 115 Personen für einen Verbleib bei Deutschland und 117 für Polen. Scharnosin verblieb aber wie der gesamte Stimmkreis Groß-Strehlitz beim Deutschen Reich.
Als Folge des Zweiten Weltkrieges Scharnosin 1945 unter polnische Verwaltung. Nachfolgend wurde es in Czarnocin umbenannt und der Woiwodschaft Schlesien angeschlossen. 1950 wurde es der Woiwodschaft Opole eingegliedert. Seit 1999 gehört Czarnosin zum Powiat Strzelecki. 2006 führte die Gmina Leśnica, der Scharnosin angehört, Deutsch als Hilfssprache und im Jahr 2008 zweisprachige Ortsbezeichnungen ein.

### Einwohnerentwicklung
Die Einwohnerzahlen von Scharnosin (inkl. Gutsbezirk):
| Jahr | Einwohner |
| ---- | --------- |
| 1720 | 97        |
| 1844 | 382       |
| 1855 | 329       |
| 1861 | 361       |
| 1910 | 374       |
| 1933 | 323       |
| 1939 | 272       |
| 1996 | 164       |

## Sehenswürdigkeiten

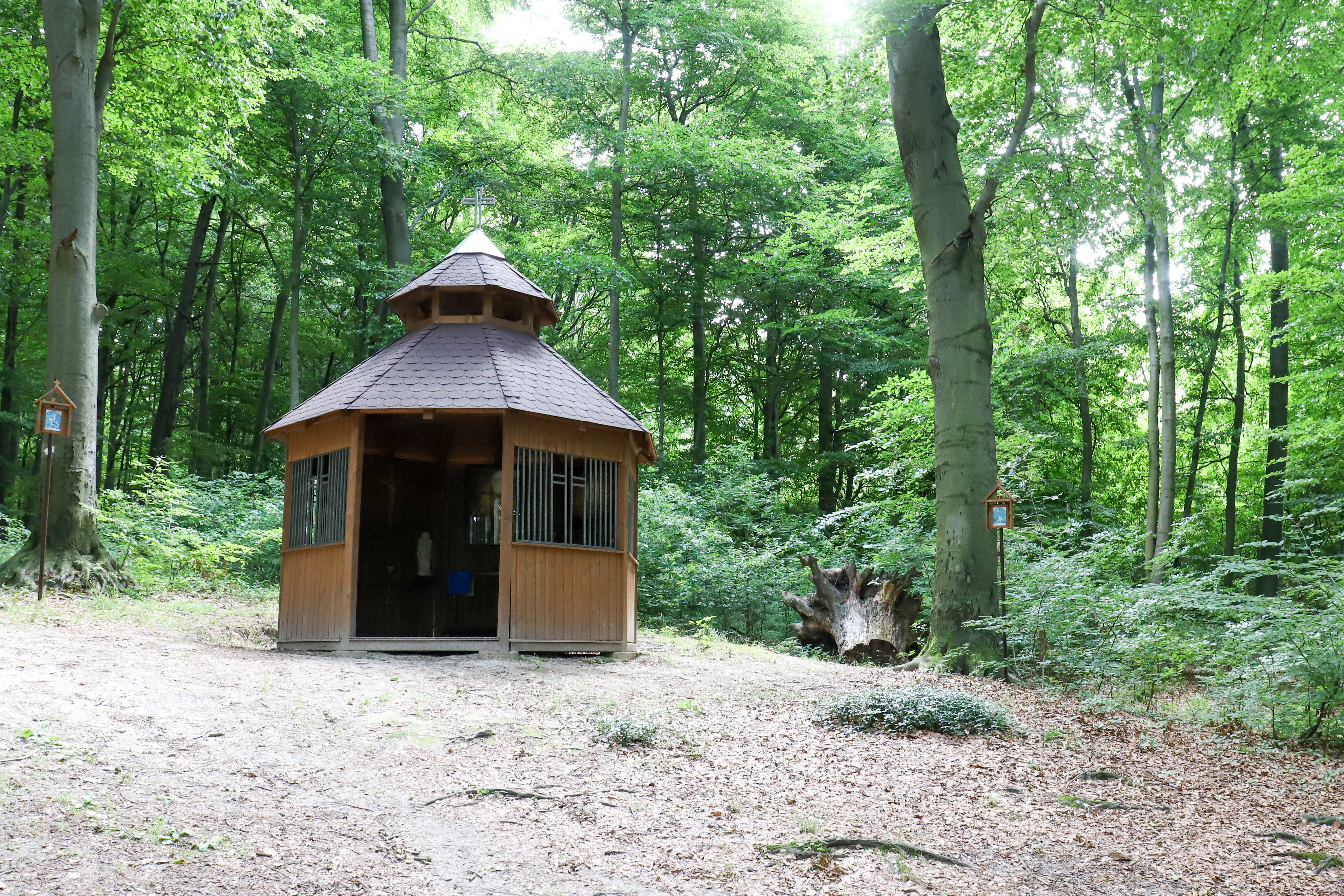
Kapelle Boże Oko (Gottesauge)

- Kapelle des böhmischen Landesheiligen Johann Nepomuk
- Hölzerne Gottesaugekapelle im Wald
- Steinernes Wegekreuz